# Antonio Larreta
Œuvres principales
Volavérunt (roman, 1980)
Nunca estuve en Viena (film, 1989)
Antonio Larreta (Montevideo, 14 décembre 1922 - 19 août 2015) est un critique de cinéma et dramatique, romancier et acteur uruguayen.
Son ouvrage le plus remarquable est Volavérunt, publié en 1980, pour lequel Larreta a reçu le prix Planeta.

## Biographie
Antonio Larreta naît à Montevideo en 1922.
Il commence comme critique de cinéma et dramatique au quotidien national El País de 1948 à 1959.
Très impliqué dans le développement du théâtre en Uruguay, il fonde le Club de Teatro en 1949 puis le Teatro de la Ciudad de Montevideo en 1960. Il a en plus dirigé la Comedia Nacional et a été acteur dans de nombreuses pièces.
Il écrit des comédies telles que "Una Familia Feliz, La Sonrisa,Oficio de Tinieblas, y "Un enredo y un marqués". Avec "Juan Palmieri il obtient le prix Casa de las Américas en 1971), qui est l'un de ses plus grands succès publics.
En 1972, Larreta s'exile[pourquoi ?] à Madrid. Grâce à l'acteur Sancho Gracia, il devient le scénariste et créateur de la série "Curro Gimenez" et démarre ainsi une carrière en tant que scénariste de cinéma et télévision. Il écrit le roman Volavérunt, basé sur la supposée histoire d'amour entre la Duchesse d'Alba et le peintre espagnol Francisco de Goya; il remporte avec cet ouvrage le Prix Planeta en 1980. Bigas Luna en fait une adaptation cinématographique du même nom (Espagne, 1999).
Il rentre en Uruguay en 1985 pour diriger à nouveau la Comedia Nacional et fonder Teatro Sur. Il réalise par ailleurs le film Nunca estuve en Viena (Argentine, 1989).
Il joue le rôle principal dans La Ventana de Carlos Sorin (Argentine, 2008) et prend part au documentaire Margarita Xirgu y la desterrada de Christian Polanco, portant sur Margarita Xirgu, actrice catalane exilée au Chili et voyant participer plusieurs figures du théâtre uruguayen.
Il meurt le 19 août 2015.

## Œuvres
- Volavérunt (1980)
- Juan Palmieri (1986)
- The last portrait of the Duchess of Alba (1988)
- Las maravillosas (1998)
- A todo trapo. A propósito de Villanueva Saravia (1999)
- El Guante (2002)
- El jardín de invierno (2002)
- Ningún Max (2004)
- El sombrero chino (2005)
- Hola, che (2007)